# William C. Davis
Pour les articles homonymes, voir Davis.
William Charles « Jack » Davis (né en 1946 à Independence) est un historien américain.
Spécialiste de la guerre de Sécession, Davis a écrit plus de quarante livres sur cette guerre et d'autres aspects de l'histoire du sud des États-Unis comme la révolution texane.